# رضا حجار
رضا حجار (زاده ۳ مرداد ۱۳۷۴ در اهواز) ورزشکار در رشته پرورش اندام و در سال ۱۴۰۳ رکوددار طلای کشور و عضو تیم ملی ایران است.
حجار در رقابت‌های قهرمانی جهان که به میزبانی کشور ارمنستان برگزار می‌شود در دسته‌ قدی اول برسکوی قهرمانی جهان ایستاد و مدال طلا و کارت اورال این مسابقات را دریافت کرد